# Poweshiek County
Das Poweshiek County ist ein County im US-amerikanischen Bundesstaat Iowa. Im Jahr 2020 hatte das County 18.662 Einwohner und eine Bevölkerungsdichte von 12,3 Einwohnern pro Quadratkilometer. Der Verwaltungssitz (County Seat) ist Montezuma, benannt nach dem aztekischen Herrscher von Mexiko.

## Geografie
Das County liegt im mittleren Südosten von Iowa und hat eine Fläche von 1518 Quadratkilometern, wovon drei Quadratkilometer Wasserfläche sind.
Von West nach Ost wird es vom Big Bear Creek durchflossen, der über den Iowa River zum Einzugsgebiet des Mississippi gehört.
Das Poweshiek County grenzt an folgende Nachbarcountys:
| Marshall County | Tama County    | Benton County |
| Jasper County   |                | Iowa County   |
|                 | Mahaska County | Keokuk County |

## Geschichte
Das Poweshiek County wurde 1843 aus als frei bezeichneten – in Wirklichkeit aber von Indianern besiedelten – Territorium gebildet. Benannt wurde es nach Poweshiek, einem Häuptling der Fox-Indianer.

## Gliederung
Das Poweshiek County ist in 16 Townships eingeteilt:
| Township            | Einwohner (2010) |
| ------------------- | ---------------- |
| Bear Creek Township | 1820             |
| Chester Township    | 302              |
| Deep River Township | 473              |
| Grant Township      | 522              |
| Jackson Township    | 1838             |
| Jefferson Township  | 290              |
| Lincoln Township    | 285              |
| Madison Township    | 640              |

| Township             | Einwohner (2010) |
| -------------------- | ---------------- |
| Malcom Township      | 580              |
| Pleasant Township    | 289              |
| Scott Township       | 257              |
| Sheridan Township    | 248              |
| Sugar Creek Township | 434              |
| Union Township       | 837              |
| Warren Township      | 430              |
| Washington Township  | 451              |

Die Stadt Grinnell ist keiner Township angehörig.

## Bevölkerung
Nach der Volkszählung im Jahr 2010 lebten im Poweshiek County 18.914 Menschen in 7.650 Haushalten. Die Bevölkerungsdichte betrug 12,5 Einwohner pro Quadratkilometer. In den 7650 Haushalten lebten statistisch je 2,23 Personen.
Ethnisch betrachtet setzte sich die Bevölkerung zusammen aus 94,9 Prozent Weißen, 1,2 Prozent Afroamerikanern, 0,2 Prozent amerikanischen Ureinwohnern, 1,4 Prozent Asiaten sowie aus anderen ethnischen Gruppen; 1,4 Prozent stammten von zwei oder mehr Ethnien ab. Unabhängig von der ethnischen Zugehörigkeit waren 2,4 Prozent der Bevölkerung spanischer oder lateinamerikanischer Abstammung.
20,9 Prozent der Bevölkerung waren unter 18 Jahre alt, 60,7 Prozent waren zwischen 18 und 64 und 18,4 Prozent waren 65 Jahre oder älter. 51,1 Prozent der Bevölkerung war weiblich.
Das jährliche Durchschnittseinkommen eines Haushalts lag bei 50.998 USD. Das Pro-Kopf-Einkommen betrug 25.218 USD. 11,2 Prozent der Einwohner lebten unterhalb der Armutsgrenze.

## Ortschaften
Inkorporierte Citys und nicht inkorporierte Census-designated places (CDP):
| Ort           | Einwohner 2010 | Einwohner 2020 | Typ  |
| ------------- | -------------- | -------------- | ---- |
| Grinnell      | 9218           | 9564           | City |
| Brooklyn      | 1468           | 1502           | City |
| Montezuma     | 1462           | 1442           | City |
| Victor 1      | 893            | 875            | City |
| Holiday Lake  | 433            | 473            | CDP  |
| Malcom        | 287            | 270            | City |
| Deep River    | 279            | 249            | City |
| Barnes City 2 | 176            | 156            | City |
| Searsboro     | 148            | 129            | City |
| Hartwick      | 86             | 92             | City |
| Guernsey      | 63             | 63             | City |

Von der Volkszählung nicht separat erfasste Unincorporated Communities:
- Carnforth
- Ewart
- Newburg
- Sheridan